# Танатар, Иосиф Исаакович
Ио́сиф Исаа́кович Таната́р (17 [29] сентября 1880, Мелитополь, Таврическая губерния — 13 декабря 1961, Днепропетровск) — российский и советский учёный, геолог-петрограф, исследователь месторождений железных руд, основатель научной рудной школы, основатель кафедры геологии и разведки месторождений полезных ископаемых Национального горного университета, доктор геолого-минералогических наук (1947), профессор (1913).

## Биография
Родился 17 (29) сентября 1880 года в Мелитополе в караимской семье. Отец — купец 3-й гильдии Исаак Абрамович Танатар, мать — Эстер Самуиловна (урождённая Танатар); в семье было ещё четверо братьев и сестёр.
По окончании Мелитопольского реального училища поступил в Екатеринославское высшее горное училище, был среди первых 77 первокурсников, в 1903 году среди первых 16 выпускников получил диплом инженера. Совет училища рекомендовал оставить его на преподавательской работе, с 1904 года — ассистент кафедры минералогии. Работая на кафедре, на летние семестры ездил на обучение в Мюнхенский университет, учился у профессора Пауля Грота. Собирал материал для диссертации и одновременно изучал геологическую структуру меднорудных месторождений Кавказа.
В 1905 году ездил на стажировку во Фрайбергскую горную академию. С 1906 года начинает изучать месторождения железных руд Кривбасса, по этой теме публикует около 20 работ. В 1907 году по заданию профессора Мюнхенского университета Эрнста Вейншенка написал труд о рубинах Бирмы, на который впоследствии ссылались немецкие учёные.
Активный член Крымского-Кавказского горного клуба.
В 1910 году получил личное дворянство, принял участие в съезде представителей караимских обществ в Евпатории.
В 1914 году в Екатеринославе на всероссийском конкурсе занял должность заведующего кафедрой прикладной геологии, которой руководил, с перерывом на время войны, до 1958 года. Более 30 лет одновременно заведовал кафедрой в Днепропетровском университете, вёл аспирантов, входил в состав университетского учёного совета.
В 1928—1937 годах входил в состав президиумов Днепропетровского облисполкома, горсовета и райсовета.
Во время Великой Отечественной войны не эвакуировался, жил в оккупированном немцами городе.
Умер в Днепропетровске 13 декабря 1961 года.

## Научная работа
В 1907 году напечатано его учебное пособие «Таблицы для определения минералов по внешним признакам с помощью паяльной трубки и микроскопа», о котором одобрительно отозвался Владимир Вернадский. В 1910 году за свою работу получил орден святого Станислава III степени.
В 1911 году в Мюнхенском университете получил диплом доктора натурфилософии. Рекомендацию Совету физико-математического факультета Московского университета для получения учёного звания магистра минералогии  давал ему Вернадский.
В 1912 году принимал участие как геолог в экспедиции радиологической лаборатории Одесского отделения Императорского Русского технического общества в Боржоми под руководством профессора Е. С. Бурксера. В составе экспедиции был и его дядя, профессор-химик С. М. Танатар.
В 1915 году в полевой экспедиции в Бахмутском уезде исследовал радиоактивность медистых песчаников.
Впервые ввёл в Российской империи и Екатеринославском горном училище учебный курс количественного и качественного анализа минералов паяльной трубкой.
Исследовал несколько тысяч шлифов кристаллических пород Кривого Рога и прилегающей территории, уточнил минералогический состав пород, номенклатуру и генетические взаимосвязи, особенно тщательно исследовал железистые кварциты — джеспилиты и железистые роговики. В 1917 году на основе исследований приходит к выводу, что криворожские горные породы имеют связь с вулканическими процессами.
В 1918 году приглашён Управлением по использованию Днепра в качестве консультанта по определению мест для шлюзов Днепрогэса. В 1919 году печатает «Записки по геологии и полезным ископаемым порожистой части Днепра» по результатам этих исследований.
В 1922 году при проведении исследований у Терновского рудника и Жёлтой Реки, в образцах железистых кварцитов обнаружил радиоактивные элементы. В дальнейшем это привело к открытию второго по величине в СССР месторождения уран-радиевого сырья, промышленная разработка которого началась в 1940-х годах, когда главным геологом Кривбасса был Яков Белевцев.
В конце 1924 — начале 1925 годов в Харькове состоялась Первая всеукраинская конференция по изучению производительных сил Украины на которой Танатар выступил с докладом «Генезис криворожских железных руд и кварцитов, их содержащих». Получил ходатайство конференции Народного комиссариата просвещения УССР и командирован в Швецию для проведения дискуссии со шведскими специалистами относительно генезиса криворожских железных руд.
В 1927 году защитил докторскую работу по теме «Новые данные по петрографии Криворожского железорудного бассейна». Первым начал проводить петрографическое изучения криворожских железных руд и горных пород. В своих работах поддерживал отношения с академиком Александром Ферсманом, норвежским геохимиком В. М. Гольдшмидтом с которым познакомился в 1930 году во время командировки в Гёттинген.
В 1935 году издан дополненный и исправленный вариант Таблицы для определения минералов — «Определитель минералов под микроскопом. Пособие для аспирантов, инженеров и студентов». В 1937 году на семнадцатом Международном конгрессе в Москве это пособие было рекомендовано испанской делегацией для перевода на испанский язык.
Иосиф Танатар является основателем днепровской научной рудной школы. Вышло 105 его работ, из них 9 монографий и учебных пособий, около 15 не были напечатаны.
Читал лекции в Горном институте и других институтах, проходил вместе со студентами практику на шахтах и рудниках, научные исследования проводил в разных регионах. Переписывался с учёными Швеции и Германии, бывал в научных командировках за границей, участвовал в международных научных конгрессах. Реферировал отечественную литературу по вопросам минералогии и петрографии в Берлинском геологическом журнале, был редактором журнала «Южный инженер», затем — «Инженерный рабочий», один из авторов Большой советской энциклопедии.
Был официальным консультантом по геологическим вопросам на стройках Криворожья, Донбасса, Мелитопольско-Бородинском газоносном районе.
Как педагог подготовил множество кандидатов и докторов наук, среди которых академики АН УССР Я. Н. Белевцев, Н. П. Семененко, Б. И. Чёрнышев, академик Ю. А. Полканов, профессора С. С. Гембицкий, М. Ф. Носовский, министр геологии Китая, профессор Чжу-Сюнь, член-корреспондент Крымской академии наук А. Я. Хмара.
Знал английский, немецкий, французский, татарский языки.
«Отец биокибернетики» профессор Ярослав Грдина называл его «Криворожским Галилеем».

### Издания
- Таблицы для определения минералов по внешним признакам с помощью паяльной трубки и микроскопа (1907);
- учебник для студентов «Геохимия как основа учения о полезных ископаемых» (1932);
- справочник «Полезные ископаемые Днепропетровской области» (1934) — по заданию областной плановой комиссии;
- Определитель минералов под микроскопом. Пособие для аспирантов, инженеров и студентов (1935);
- учебник «Теоретические основы учения о рудных месторождениях» (1950).

## Семья
Жена — Вера Яковлевна Микей (сестра геолога А. Я. Микея).
- Дочь — Зоя Иосифовна Танатар-Бараш (1914—1993), кандидат геологических наук, работала в Научно-исследовательском институте геологии Днепропетровского университета, с 1968 по 1979 годы входила в состав редколлегии журнала «Геология и рудоносность юга Украины»[3].
  - Внучка — Вера Савельевна Давыдова (дев. Бараш; род. 1936), начальник группы материаловедов ГП «КБ «Южное».
  - Внук — Юрий Савельевич Бараш (1946—2018), доктор экономических наук, профессор.
- Сын — Анатолий Иосифович Танатар (1916 —?), участник Великой Отечественной войны, кандидат технических наук, профессор, завкафедрой автоматики в Днепропетровском инженерно-строительном институте[4].

## Награды
- Орден Святого Станислава 3-й степени;
- Орден Святой Анны 3-й степени;
- Медаль «В память 300-летия царствования дома Романовых»;
- Орден Трудового Красного Знамени.

## Память
- при жизни учёного был назван минерал Танатарит.
- 26 октября 2016 года в Мелитополе на здании бывшего реального училища, где учился Иосиф Танатар, была открыта памятная доска.
- В 2016 году именем И. И. Танатара в Мелитополе названы улица и переулок, бывшие ул. Московская и пер. Московский[5][6].